# Leopoldstadt

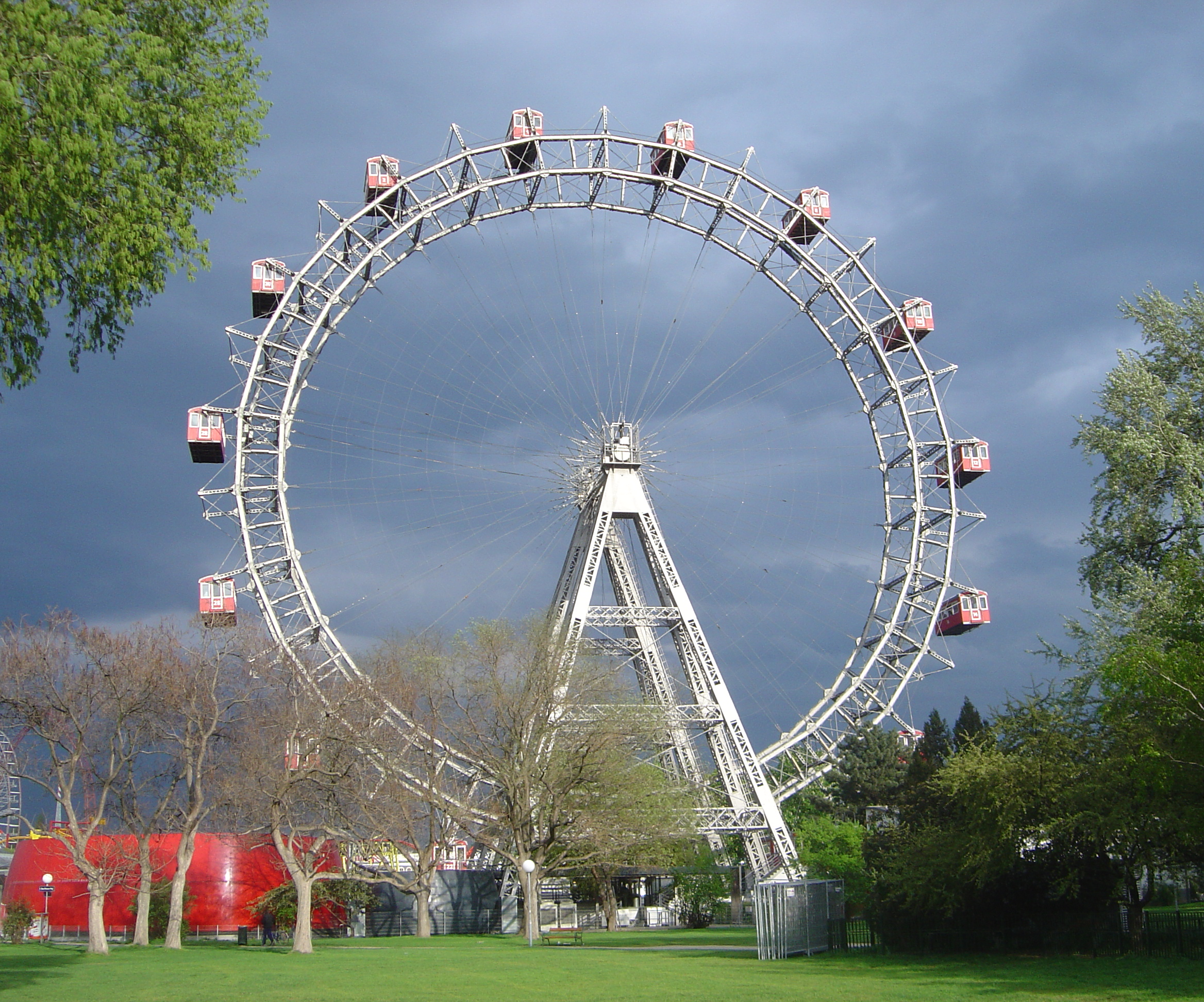
„Wielkie koło”

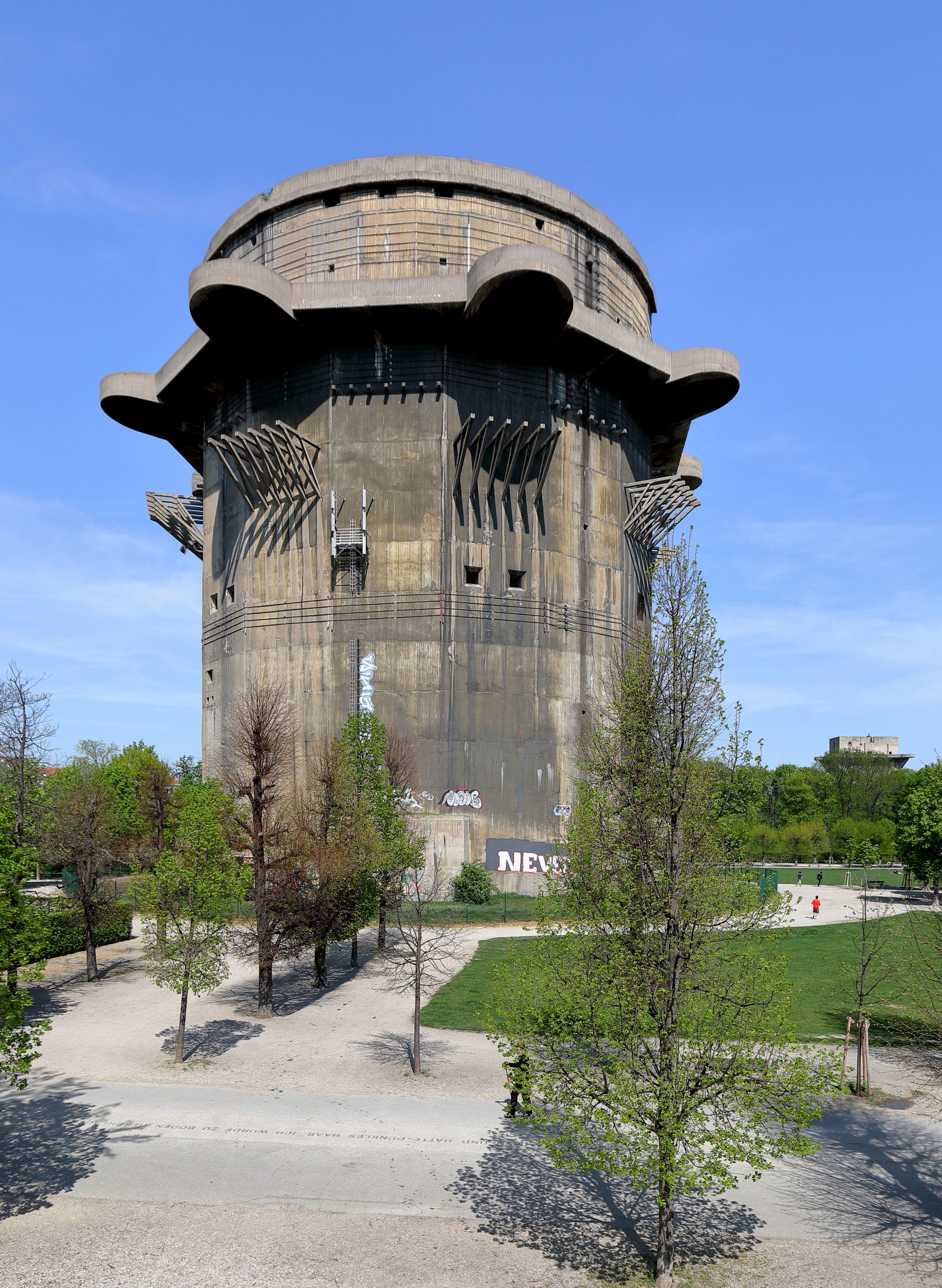
Flakturm w Augarten

Leopoldstadt ([ˈleːopɔltˌʃtat]ⓘ; pol. Miasto Leopolda) – druga dzielnica Wiednia, w której do II wojny światowej mieszkało najwięcej wiedeńskich Żydów. Z tego też powodu zyskało przydomek Mazzesinsel (czyli „Wyspa Matzoh" – wyspa macy). Obecna dzielnica, dawniej miasto, zostało nazwane na cześć cesarza Leopolda I Habsburga.
Leopoldstadt jest podzielony na trzy kwartały: Jägerzeile, Leopoldstadt oraz Zwischenbrücken.

## Atrakcje
Atrakcją turystyczną tej dzielnicy jest Prater (łac. pratum „łąka”), do roku 1766, cesarskie tereny łowieckie niedostępne dla szerokich mas. Obszar parku leżący najbliżej centrum miasta to ogromne wesołe miasteczko zwane Volksprater, czyli „Prater Ludu” oraz Wurstelprater. Przy wejściu znajduje się tzw. „Wiener Riesenrad”, czyli „Wiedeńskie wielkie koło” oddane do użytku w roku 1897. „Wielkie koło” jest dzisiaj jednym z symbolów miasta. Atrakcją Prateru jest również miniaturowa kolejka tzw. „Liliputbahn”, której trasa prowadzi obok stadionu Ernst-Happela. Na Praterze znajduje się również teren Republiki Kugelmugel, mikronacji proklamowanej w roku 1984.
Drugim znanym parkiem w tej dzielnicy jest Augarten, w którym podziwiać można najstarsze ogrody barokowe Wiednia. W parku w Pałacu od roku 1948 znajduje się siedziba Chóru Chłopięcego „Wiener Sängerknaben”.
W Augarten znajdują się również dwie „Flaktürme”, czyli wieże wybudowane w czasie wojny, które służyły do obrony przeciwko nalotom aliantów.
W połowie dwudziestego wieku w drugiej dzielnicy znajdowało się wiele kin, które po wprowadzeniu w latach pięćdziesiątych telewizji w Austrii, zaczęto zamykać. Znajdują się tutaj cztery kina „pod gołym niebem”:
- Kino unter Sternen („Kino pod gwiazdami”) – Augarten, przy wieży
- Kino wie noch nie („Kino jakiego jeszcze nie było”) – Augartenspitz, Obere Augartenstraße 1
- Prater Film Festival (Kaiserweise, przed „Wielkim kołem”)
- Sommerkino Tribüne Krieau („Letnia galeria filmowa”) – Trabrennplatz Krieau

## Znane osobistości związane z Leopoldstadt
- Zygmunt Freud, psycholog
- Arthur Schnitzler
- Arnold Schönberg, kompozytor
- Johann Strauss I, kompozytor
- Johann Strauss II, kompozytor
- Billy Wilder, amerykański reżyser i producent
- Alexander von Zemlinsky, kompozytor